# リュブリャナ - トリエステ線
リュブリャナ - トリエステ線はスロベニアのリュブリャナとイタリアのトリエステを結ぶ幹線鉄道であり、全区間は電化および複線化されている。この路線はオーストリア南部帝国鉄道（k. k. Südliche Staatsbahn) により建設されて、1858年以降オーストリア＝ハンガリー帝国で大規模な私鉄会社オーストリア南部鉄道会社（Südbahn-Gesellschaft）によって数十年間運営された。この路線はかつてのオーストリア南部鉄道本線の一部として、アドリア海に面するイタリアのトリエステ港ま港で続く。

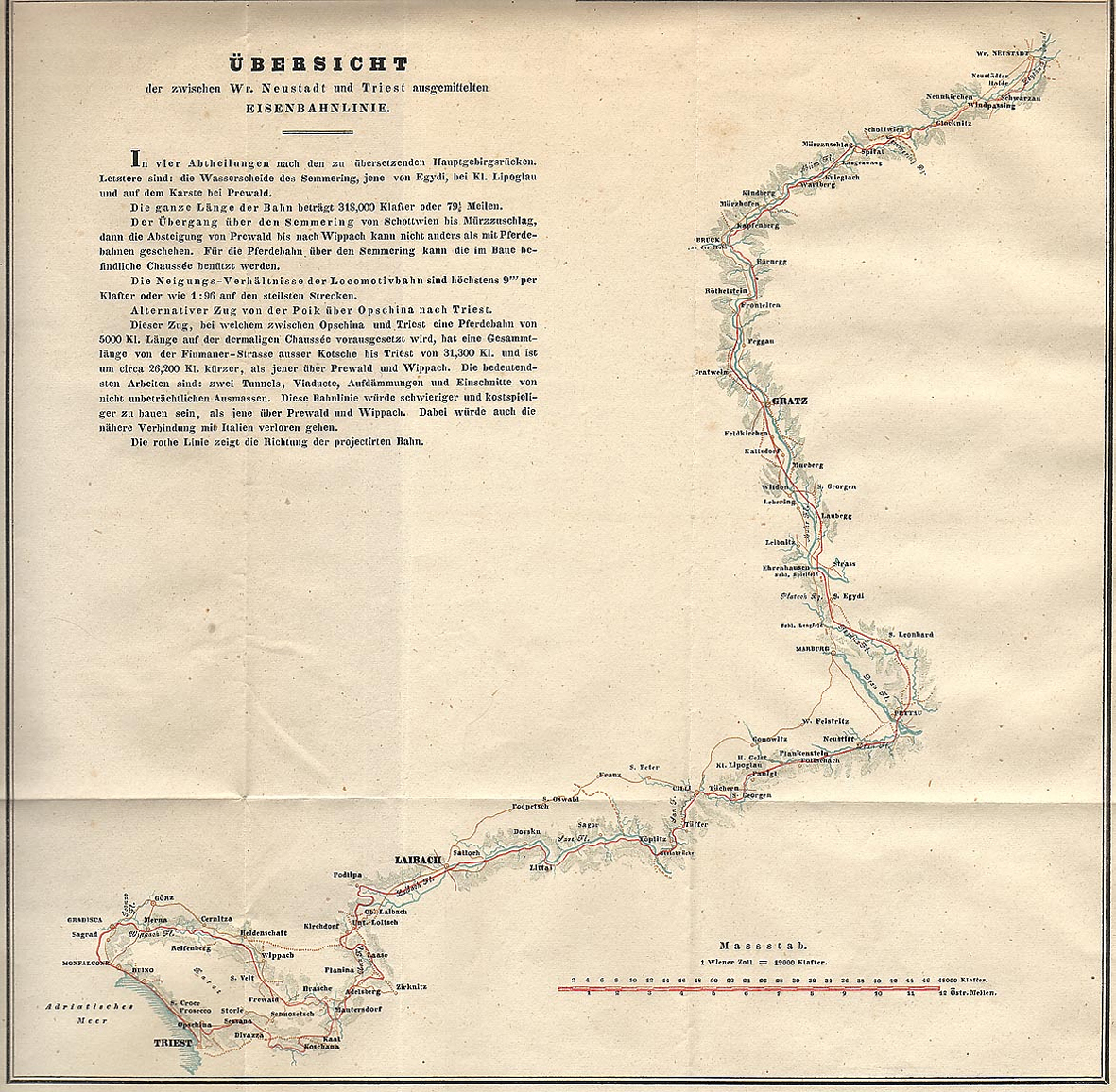
ウィーナー・ノイシュタットとトリエステの間の段階的な路線の提案（1841）

## 歴史

### 南部鉄道
ウィーンとアドリア海を結ぶ鉄道建設の計画は1829年既に浮かび上がった。南部鉄道の本線は初めにウィーン＝グログニツ鉄道会社（Wien-Gloggnitzer Eisenbahn-Gesellschaft）により運営された。南部帝国鉄道は1851年5月1日に路線運営を引き継いで、 1858年5月23日に民間企業の帝国特認南部鉄道会社（k. k. privilegierte Südbahn-Gesellschaft）に売却された。1854年にゼンメリング区間の開通によりウィーン - リュブリャナ区間は継続的に通行可能となった。

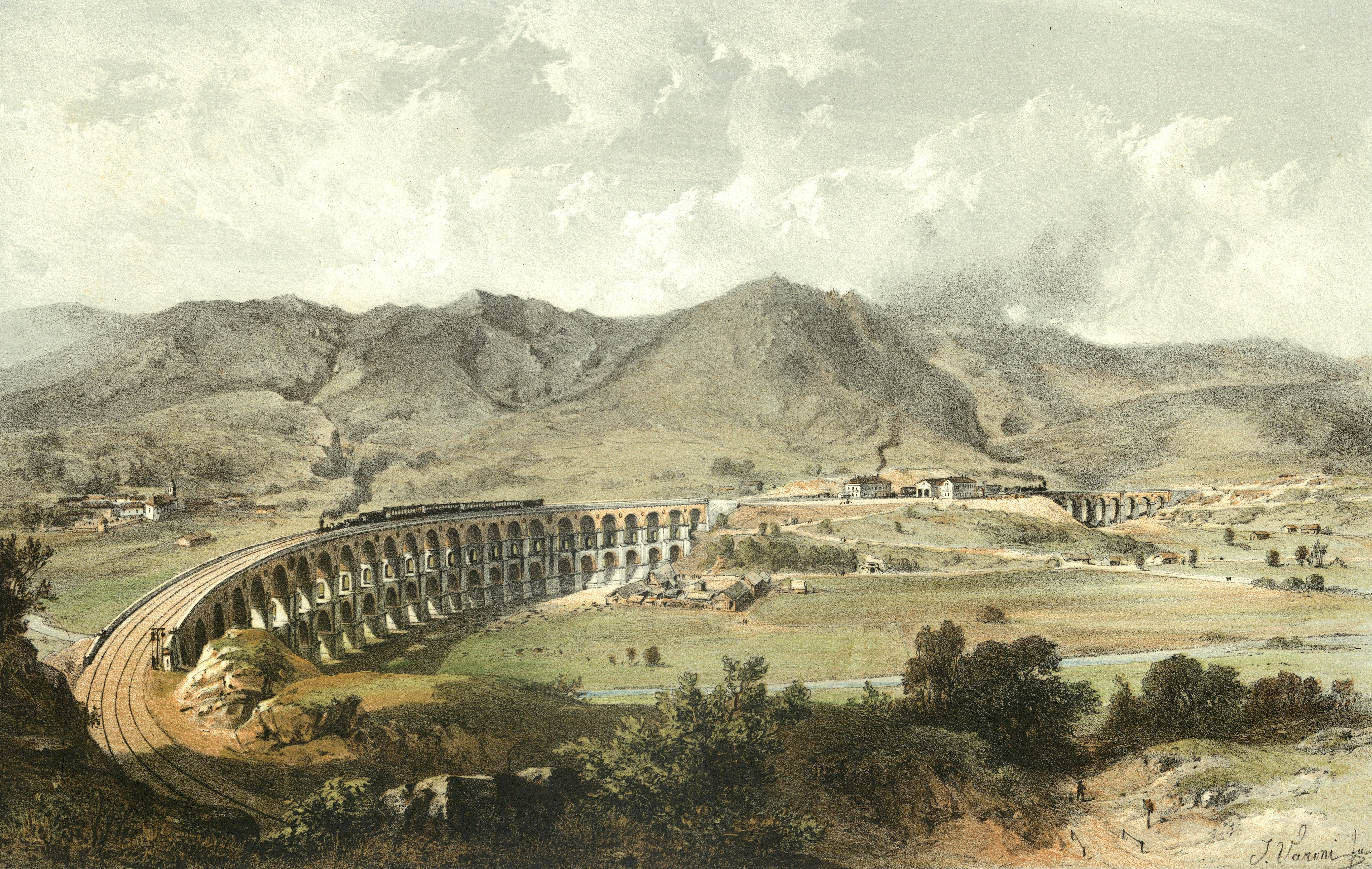
ボロヴニカ高架橋（ジオヴァンニ・ヴァロネ [1832–1910] の絵画作品）

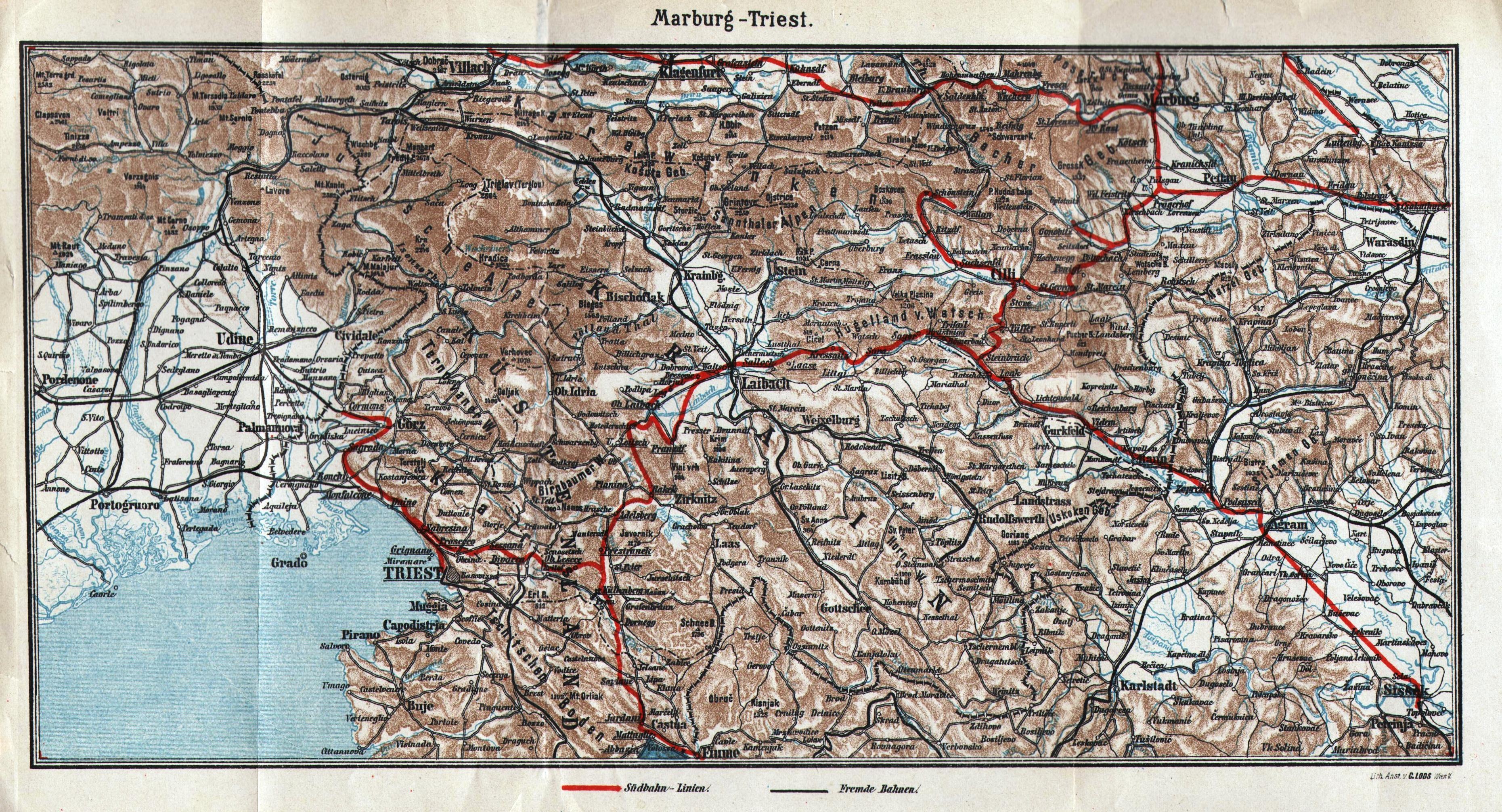
マリボル - トリエステ区間（1899年）

ライバッハ - トリエステ区間工事を続行するには難事が多かった。リュブリャナ湿地もアドリア海に面して急傾斜なクラス地方も克服すべきの建設課題となった。まずは1856年11月20日にライバッハ - アーデルスベルク（ポストイナ）区間が開通された。リュブリャナ湿地は長さ2400 m、最大高さ15 mの路盤が横断した。長さ584 m、二階アーチ構造のボロヴニカ高架橋はボロヴニカの近くに建設された。最後の区間は1857年7月27日に開業された。アウリシーナのカルスト地形を通過するには、14の高架橋が建設されねばならなかった。この路線は現在のトリエステ中央駅で終わる。
カルニオラ地域およびオーストリア沿海地域（Österreichisches Küstenland）は、南部鉄道建設の過程で飛躍的に発展した。人々は、ハプスブルク帝国の主要港であるトリエステと同じくらい簡単に、急成長したウィーン地域にも到達できた。帝国全体には効率的な交易路が生成され、その経路を通じて貿易業務はオリエントまで処理できた。鉄道は観光業に非常に有益で、たとえば、路線上にあったポストイナ鍾乳洞はビーダーマイヤー時代によく知られた。ザグレブへの通行はより簡素化された。イストラ半島が「オーストリアのリビエラ」となったのは、南部鉄道なしに不可能だったろう。オーストリア＝ハンガリー海軍はトリエステとプーラを根拠地として、南部鉄道を介してウィーンの帝国戦争省（k.u.k. Kriegministerium）との連絡を維持した。
1869年からトリエステではリエカ（フィウメ）、ヴェネツィア、ハンブルク、ジェノヴァの港との新たな競争に不満が表明されて、それがトリエステの「補助鉄道線」の建設問題となった。いわゆる「トリエステ鉄道問題」または「トリエステの二番目の鉄道接続問題」は、1891年オーストリア貿易協会（Österreichischer Gewerbeverein）およびオーストリア技術人・建築人協会（Österreichischer Ingenieur- und Architekten-Verein）が取り上げて、さまざまな考慮事項を議論した。
1906年にフィラッハ - ローゼンバッハ線、ボヒニー線おとびカルスト線が開通された際に、トリエステ鉄道問題は解決されたと見なされた。1917年9月24日にプラーニナ駅で軍用列車と貨物列車の衝突事故が発生して、29人が死亡し51人が怪我を負った。

### ユーゴスラビア鉄道
1918年第一次世界大戦後国境が変更されて、ウィーン - トリエステ鉄道はオーストリア、ユーゴスラビア、イタリアに分割された。ラパッロ条約の締結された1920年から1945年まで、ユーゴスラビアとイタリアの国境はプラニナにあったため、ポストイナはイタリアに属することとなった。この国境は1945年から1991年までセザナの近くにあって、1991年にはスロベニアとイタリアの国境線となった。セザナからトリエステまでの最南端区間は1947年から1954年までトリエステ自由地域に属して、その後イタリアの一部となった。

### スロベニア鉄道
2021年6月11日にこの路線にトリエステからウィーンまで走行するユーロシティ路線が再び導入された。

## 運行形態

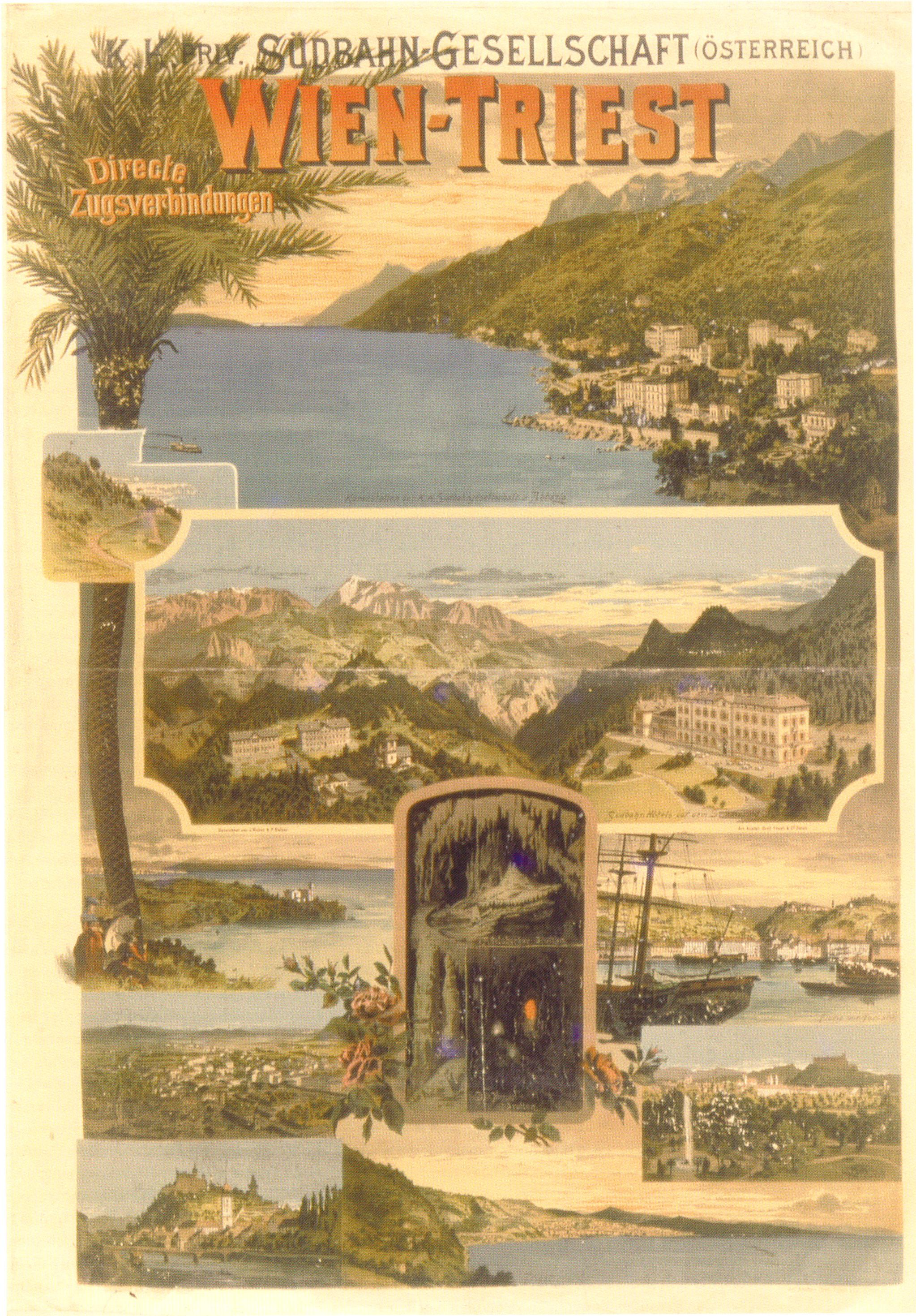
オーストリアンリビエラの景色に関する、1898年の南部鉄道会社の宣伝ポスター。

伝統的な南部鉄道は、スロベニアにおける鉄道交通の2つの主要な軸の1つである。南部鉄道の本線は現在でもスロベニアとオーストリアとイタリアの間の国際的な連絡線として機能する。オーストリアとチェコの場合、南部鉄道は依然としてアドリア海と連結されており、貨物がアドリア海の港に輸送されている。四つの国がすべて欧州連合に加盟しており、商品の移動がはるかに容易となった。なおシェンゲン協定への参加により、乗客の旅券確認が廃止された。ユーロシティの列車はイタリア国鉄・スロベニア鉄道の共同で運行されている。
- EC: ウィーン - ウィーナー・ノイシュタット - ブルック（ムル） - グラーツ - マリボル - チェリエ - ジダニ・モスト - リュブリャナ - ロガテツ - ポストイナ - ピヴカ - ディヴァチャ - セジャナ - ヴィラ・オピチナ - トリエステ。1日1往復[8]。現在は1日1往復で運航されており、トリエステからリュブリャナまではおよそ2.5時間かかる。

スロベニアとイタリアの2か国間の貨物輸送における重要な役割を担っている路線である。